# International Ultraviolet Explorer
L'International Ultraviolet Explorer (IUE), è stato il primo telescopio spaziale progettato principalmente per osservazioni astronomiche nella luce ultravioletta. È stato lanciato il 26 gennaio 1978, e sebbene la durata pianificata della missione fosse di tre anni, è rimasto in servizio fino al 1996.
Il telescopio, di 45 centimetri, è nato da una collaborazione tra NASA, il britannico Science Research Council e l'Agenzia Spaziale Europea (ESA). L'autonomia minima del progetto era prevista in 3 anni, ma è stata superata ampiamente, il satellite è stato spento il 30 settembre 1996 dopo 16 anni di attività, con una durata sei volte maggiore di quella inizialmente prevista. È stato il primo osservatorio spaziale ad operare in tempo reale seguendo gli ordini impartiti dagli astronomi nelle basi a terra in Europa e negli USA. 2000 astronomi ottennero 10.400 immagini di 10.000 oggetti celesti. Le osservazioni analizzarono pianeti, comete, stelle, gas interstellare, supernove, galassie e quasar.

## Storia
L'idea di un satellite dotato di spettrografo ultravioletto venne proposta all'ESRO, il predecessore dell'ESA da un gruppo di scienziati britannici negli anni sessanta. Una proposta simile venne avanzata negli Stati Uniti nello stesso periodo da Robert Wilson che lo propose alla NASA. L'ente accolse l'idea del satellite e la sviluppò chiamando il progetto SAS-D (Small Astronomy Satellite-D). Gli scienziati britannici si unirono al progetto e realizzarono la videocamera. ESA si unì al progetto e realizzò i pannelli solari e fornì una base a terra. Alla fine, il progetto venne rinominato in International Ultraviolet Explorer.
Secondo l'accordo stipulato tra le agenzia, il tempo utile di osservazione veniva diviso in base al contributo economico fornito dalle agenzia per finanziare il progetto. La NASA aveva sostenuto i 2/3 delle spese, ESA e SRC avevano sostenuto 1/6 a testa e quindi così divisero il tempo utile.
A causa di un surriscaldamento del sensore ottico avvenuto durante il lancio, una parte dello stesso risultato con una sensibilità alterata rispetto alle calibrature originali. Tuttavia, grazie ai lavori di ritaratura effettuati prima dalla NASA e poi dall'Osservatorio Astronomico di Trieste (per opera dei fisici Carlo Morossi, Massimo Ramella, Claudio Allocchio) con il sistema IUEARM il satellite venne reso nuovamente operativo e restò in servizio per un numero di anni molto superiore a quanto previsto originalmente.

## Orbita
Il satellite era posto in un'orbita geosincrona ellittica di periodo un giorno, con apogeo di 42.000 km e perigeo di 26.000 km.

## Stazioni a terra
- Localizzata al centro NASA GSFC, Greenbelt Md, USA. - Gestiva il satellite per 16 ore al giorno.
- Localizzata al centro ESA di VILSPA a Villafranca del Castillo, Spagna - Gestiva il satellite per 8 ore al giorno.

## Scoperte scientifiche
- La prima identificazione dell'esistenza dell'Aurora su Giove
- La prima individuazione di zolfo nelle comete.
- La prima determinazione quantitativa dell'acqua persa da una cometa (10 tonnellate per secondo).
- La prima evidenza sperimentale di un forte campo magnetico in alcune stelle con una chimica specifica.
- La prima curva orbitale della velocità radiale di una stella WR con determinazione della massa.
- La prima identificazione della sequenza principale di una stella compagna di una Variabile Cefeide
- La prima evidenza sperimentale della semi periodica perdita di massa nelle stelle ad elevata massa.
- La prima scoperta di vento solare in altre stelle oltre al Sole.
- La prima identificazione della progenitrice di ogni supernova nella storia (Supernova 1987A).
- La scoperta di stelle luminose di diverso tipo grazie all'utilizzo della mappatura basata sull'effetto Doppler.
- La scoperta di ampi movimenti nelle regioni di transizione delle stelle a bassa gravità.
- La scoperta di effetti dovuti ad alte temperature negli stadi iniziali di formazione delle stelle.
- La scoperta di un forte vento solare durante dei cataclismi.
- La scoperta di una predominanza di composti chimici nella massa persa dalle stelle.
- La prima determinazione di temperatura e del gradiente di densità della corona stellare di una stella che non sia il Sole.
- La prima determinazione della fuoriuscita di gas da un sistema binario di stelle.
- La prima determinazione che nessuna nova espelle materiale come il Sole.
- La scoperta delle nove O-Ne0Mg, il nome deriva dalle tracce chimiche dei composti presenti nelle nane bianche massive.
- La scoperta di anelli attorno a SN 1987A i resti dell'evoluzione stellare
- La prima determinazione diretta dell'alone galattico
- La prima osservazione di stelle simbiotiche al di fuori della nostra galassia.
- La prima analisi della luminosità delle stelle per più di 24 ore consecutive.
- La prima identificazione di protoni a lunghezze d'onda inferiori a 50nm da oggetti astronomici che non siano il Sole.
- La prima determinazione diretta della dimensione della regione attiva nei nuclei delle galassie Seyfert (mini quasar).
- La prima individuazione della presenza di un corridoio trasparente tra quasar con un alto redshift che permise di effettuare una prima stima del mezzo intergalattico dell'universo quando era più giovane.
- La prima collaborazione tra astronomia e satelliti che permise di rendere pubblici in tutto il mondo i dati ridotti 48 ore dopo la loro individuazione.
- La creazione della prima banca dati astronomica mondiale contenente i dati ridotti riguardanti 44.000 spettri (5 spettri per ora) creata da astronomi in 31 nazioni.